# Smilax tamnoides
Smilax tamnoides es una especie de planta trepadora perteneciente a la familia  Smilacaceae, es originaria de Norteamérica. 

## Descripción
Es una enredadera leñosa con rizomas nudosos y cortos. Los tallos perennes,  cilíndricos, que alcanza un tamaño de 7 + m × 9 mm,  con espinas proximales, espinas generalmente ausentes distalmente; las espinas son negruzcas, desiguales, de 30-10 mm y flexibles. Las hojas ± persistentes, de hoja caduca en el norte, con pecíolo de 1-2 cm, las hojas de color verde,  ovado-lanceoladas, ovadas,  base redondeada a cordada, margen entero apical, minuciosamente serrulado basal. Las inflorescencias en umbelas axilares con hasta 25 flores. El perianto de color verde a bronce. El fruto es una baya negra, globosa, de 6-10 mm, no glauca.

## Distribución y hábitat
Se encuentra en los bosques húmedos a secos, matorrales, tierras bajas, a una altitud de  0 - 400 metros, en Ontario, Alabama, Arkansas, Connecticut, Delaware, Florida, Georgia, Illinois, Indiana, Iowa, Kansas, Kentucky, Luisiana, Maryland, Massachusetts, Míchigan, Minnesota, Misisipi, Misuri, Nebraska, Nueva Jersey, Nueva York, Carolina del Norte, Ohio, Oklahoma, Pensilvania, Carolina del Sur, Tennessee, Texas, Vermont, Virginia y Wisconsin.

## Taxonomía
Smilax tamnoides fue descrita por Carlos Linneo y publicado en Species Plantarum 2: 1030, en el año 1753.
Sinonimia
- Dilax muricata Raf.
- Smilax grandifolia Buckley
- Smilax hispida Muhl. ex Torr.
- Smilax hispida var. australis Small
- Smilax hispida var. montana Coker
- Smilax medica Petz. & G.Kirchn.
- Smilax tamnoides var. hispida Fernald[3]